# Изгубљени дечаци 3: Жеђ
Изгубљени дечаци 3: Жеђ (енгл. Lost Boys: The Thirst) амерички је хорор филм са елементима црне комедије из 2010. режисера Дарија Пијана, са Коријем Фелдманом, Кејси Б. Долан, Танит Феникс и Џејмисоном Њуландером у главним улогама. Представља директан наставак филма Изгубљени дечаци 2: Племе (2008) и последњи део трилогије Изгубљени дечаци. Фелдман и Њуландер се враћају у улоге Едгара и Алана Фрога из претходних делова, а у филму се појављује и Кори Хејм као Сем Емерсон, кроз архивске снимке из првог дела. Хејм, који је најавио повратак у планираном четвртом делу серијала, преминуо је седам месеци пре премијере. Филм му је посвећен.
Продукцијска кућа Ворнер брос дистрибуирала је филм директно на видео 12. октобра 2010. Изазвао је нешто боље реакције публике од свог претходника и остварио нешто мању зараду. Као и други део, оцењен је са 0% на сајту Ротен томејтоуз. Био је номинован за две награде у категорији најбољег миксовања звука.
Иако су постојали планови за још један наставак, он никада није био реализован због неуспеха другог и трећег дела, као и смрти Корија Хејма, који је у њему требало да тумачи главну улогу.

## Радња
Група вампира покушава да помоћу дроге, познате под називом „Жеђ”, претвори што више људи у крвопије. На браћи Фрог, убицама вампира из претходних делова, је да их зауставе.

## Улоге
| Глумац                   | Улога                          |
| ------------------------ | ------------------------------ |
| Кори Фелдман             | Едгар Фрог                     |
| Кејси Б. Долан           | Зои                            |
| Танит Феникс             | Гвен Либер                     |
| Џејмисон Њуландер        | Алан Фрог                      |
| Себ Кастанг              | Ди Џеј Икс                     |
| Феликс Мосе              | Питер                          |
| Стивен ван Нијекерк      | Ларс ван Гец                   |
| Џо Ваз                   | Клаус                          |
| Хени Босман              | Кирк О'Дејл                    |
| Тања ван Гран            | Лили                           |
| Ингрида Краус            | Виксен                         |
| Шон Мајкл                | Ира Пинкус                     |
| Метју Дилан Робертс      | конгресмен Блејк               |
| Портеус Ксандау Стинкамп | Џони Треш                      |
| Кори Хејм                | Сем Емерсон (архимвски снимци) |